# Richard Thurnwald
Richard Thurnwald (18 septembre 1869 - 19 janvier 1954) est un anthropologue et sociologue autrichien, connu pour ses études comparatives des institutions sociales.

## Biographie
Il étudie le droit, l'économie et les langues orientales à Berlin et obtient un diplôme en droit en 1891. Il prend ensuite un poste gouvernemental, et tout en étant en poste en Bosnie (à partir de 1896), il mène des recherches sur le climat social et économique local. En 1898, il se rend en Égypte et, après son retour à Berlin, il suivit des cours d'égyptologie et d'assyriologie (1901-1905). À Berlin, il trouve un emploi en tant que conservateur adjoint au Musée ethnologique de Berlin.
En 1917, il termine son habilitation à l'Université de Halle et, quelques années plus tard, commence à donner des cours de sociologie et d'anthropologie à Berlin (1924). De 1931 à 1936, il donne des cours aux États-Unis, donnant des conférences à Harvard, Yale et à l'Université de Californie. Après la Seconde Guerre mondiale, en tant que professeur à l'Université libre de Berlin, il fonde l'Institut d'anthropologie sociale et culturelle.
Au cours de sa carrière, il mène des études ethno-sociologiques aux îles Salomon et en Micronésie (1906-1909). En Nouvelle-Guinée (1912-1915), il est le premier Européen à entrer dans les hautes terres du centre de la Nouvelle-Guinée avec Walter Behrmann également membre de l'expédition Kaiserin-Augusta-Fluss de 1912-13.
Plus tard, il se rend en Afrique de l'Est (1930) pour poursuivre ses études. Il s'écarte des vues influentes de Wilhelm Wundt et de Lucien Lévy-Bruhl, et croit qu'en analysant les institutions sociales de manière comparative, on pourrait mieux expliquer leurs différences et comment ces différences déterminent la fonction fondamentale de chaque institution. Ainsi, en comparant les structures sociales fonctionnelles, Thurnwald forme des séquences de développement historique,.
Robert Harry Lowie le qualifie dans une nécrologie comme "l'un des ethnologues les plus productifs de son temps".

## Ouvrages publiés
En 1925, il fonde la revue Zeitschrift für Völkerpsychologie und Soziologie, publication qui est rebaptisée plus tard " Sociologus ". De 1931 à 1934, il publie le reconnu Die menschliche Gesellschaft in ihren ethno-soziologischen Grundlagen ("Les fondements ethno-sociologiques de la société humaine"; 5 volumes).